# 威尔·哈里斯
威廉·哈里斯（英語：William Harris，2000年10月1日—）是一名英格蘭足球運動員，司職前鋒，現時效力英格蘭足球全國聯賽北球會斯彭尼穆尔鎮。

## 職業生涯
哈里斯在赫伯恩鎮和伯恩利學習踢球，效力伯恩利時曾被外借到科恩和沃靈頓鎮。2020年9月1日他與桑德兰簽約加盟，在2021年10月5日英格蘭足球聯賽錦標賽以2-1擊敗林肯城的比賽首次上場.，之後10月16日首次代表桑德兰在聯賽上場，該場以2-1擊敗吉林汉姆，他在90分鐘換入。2022年1月6日，他被外借到英乙球會巴罗至季末。
2022年7月29日，自由身的哈里斯轉投全國聯球會盖茨黑德，雙方簽約一年。2023年6月17日，他轉投英格蘭足球全國聯賽北球會斯彭尼穆尔鎮。